# Gouvernement Tymochenko II
Pour les articles homonymes, voir Gouvernement Tymochenko.
Ukraine
Ianoukovytch II Azarov I
Le deuxième gouvernement Ioulia Tymochenko est le gouvernement d’Ukraine entre le 18 décembre 2007 et le 11 mars 2010. Il est dirigé par Ioulia Tymochenko.

## Historique

### Formation
Le gouvernement est formé à la suite des élections législatives de 2007. Il résulte d'une entente entre le Bloc Ioulia Tymochenko (BIouT) et le Bloc Notre Ukraine - Autodéfense populaire (BNU-NS) du président du pays, Viktor Iouchtchenko. Ces deux formations, pro-occidentales, étaient alliées lors de la Révolution orange, avant de s’éloigner en raison des inimitiés entre Ioulia Tymochenko et Viktor Iouchtchenko.

### Renversement
Le gouvernement est renversé un mois après le second tour de l’élection présidentielle de 2010, qui voit la victoire du candidat pro-russe, Viktor Ianoukovytch, face à Ioulia Tymochenko,.

## Composition
| Fonction                                                             | Titulaire | Titulaire                                                       | Parti  |
| -------------------------------------------------------------------- | --------- | --------------------------------------------------------------- | ------ |
| Première ministre                                                    |           | Ioulia Tymochenko                                               | VOB    |
| Premier vice-Premier ministre                                        |           | Oleksandr Tourtchynov                                           | VOB    |
| Second vice-Premier ministre chargé de la Préparation de l'Euro 2012 |           | Ivan Vasyounyk                                                  | BNU-NS |
| Troisième vice-Premier ministre chargé de l'Intégration européenne   |           | Hryhoriy Nemyria                                                | VOB    |
| Ministre de l'Intérieur                                              |           | Iouri Loutsenko                                                 | NS     |
| Ministre de l'Économie                                               |           | Bohdan Danylytchyn                                              | Sans   |
| Ministre de des Affaires étrangères                                  |           | Volodymyr Ohryzko (jusqu'au 03/03/2009) Volodymyr Khandohy a.i. | Sans   |
| Ministre de des Affaires étrangères                                  |           | Petro Porochenko (à partir du 09/10/2009)                       | NU     |
| Ministre de la Politique agricole                                    |           | Youriy Melnyk                                                   | Sans   |
| Ministre de la Culture et du Tourisme                                |           | Vassyl Vovkoun                                                  | BNU-NS |
| Ministre de la Défense                                               |           | Iouriï Iekhanourov (jusqu'au 05/06/2009)                        | NU     |
| Ministre de la Défense                                               |           | Valeriy Ivachtchenko a.i.                                       | Sans   |
| Ministre des Situations d'urgence                                    |           | Volodymyr Chandra                                               | BNU-NS |
| Ministre de l'Environnement                                          |           | Hryhoriy Filiptchouk                                            | VOB    |
| Ministre des Finances                                                |           | Viktor Pynzenyk(jusqu'au 17/02/2009) Ihor Oumansky              | PRP    |
| Ministre du Pétrole et de l'Énergie                                  |           | Youriy Prodan                                                   | Sans   |
| Ministre de la Santé                                                 |           | Vasyl Knyazevych                                                | Sans   |
| Ministre de la Politique industrielle                                |           | Volodymyr Novytsky                                              | BNU-NS |
| Ministre de la Politique sociale et du travail                       |           | Lioudmyla Denissova                                             | VOB    |
| Ministre des Sciences et de l'Éducation                              |           | Ivan Vakartchouk                                                | Sans   |
| Ministre des Transports et Communications                            |           | Yosyp Vinskyi (jusqu'au 23/06/2009) Vasyl Chevtchenko a.i.      | Sans   |
| Ministre de la Famille, l'Enfance et la Jeunesse                     |           | Iouri Pavlenko                                                  | BNU-NS |
| Ministre au Conseil des ministres                                    |           | Petro Kroupko                                                   | Sans   |
| Ministre du Développement régional et de la Construction             |           | Vasyl Kouybida                                                  | NRU    |
| Ministre de la Vie communale                                         |           | Oleksiy Koucherenko                                             | NU     |
| Ministre de la Justice                                               |           | Mykola Onichtchouk                                              | BNU    |
| Ministre de l'Industrie côtière                                      |           | Viktor Poltavets                                                | Sans   |